# Felice Maritano
Felice Maritano (Giaveno, 15 gennaio 1919 – Mediglia, 15 ottobre 1974) è stato un carabiniere italiano ucciso in un conflitto a fuoco da uno dei capi storici delle Brigate Rosse, Roberto Ognibene durante una operazione riguardante il ritrovamento dei documenti conosciuto come le "inchieste di Robbiano di Mediglia".
Il funerale di Felice Maritano si svolse nella basilica di Carignano, a Genova, alla presenza delle massime autorità dello Stato, in prima fila il presidente della repubblica Giovanni Leone. «All'uscita del feretro dalla chiesa, tutte le sirene del porto di Genova suonarono» anche in risposta a quei segnali di intimidazione, rivolti a non allentare il clima di tensione in cui si viveva, riportati sui muri della chiesa e delle strade vicine con scritte ingiuriose e minacciose.

## Biografia

### L'impegno nella seconda guerra mondiale
Eroe di guerra nei Balcani, prima dell'8 settembre 1943, dove gli furono conferite diverse onorificenze, tra cui la promozione sul campo ad Appuntato ed una croce di guerra al valor militare. Successivamente all'armistizio dell'8 settembre venne imprigionato in Germania fino al termine del secondo conflitto mondiale..

### La lotta al terrorismo
Nel 1974, a 55 anni d'età e 35 di servizio, dopo aver comandato per oltre 20 anni la stazione carabinieri di Rivarolo, quartiere di Genova, ormai prossimo ad una meritata pensione, venuto a conoscenza che il generale Carlo Alberto dalla Chiesa stava cercando carabinieri per la costituzione del Nucleo speciale antiterrorismo, chiese nell'immediato di poter entrare a farne parte. In considerazione della sua grande e comprovata esperienza, la richiesta venne esaudita già il 27 maggio, cinque giorni dopo la costituzione del nuovo reparto, diventandone subito una delle figure chiave contribuendo in modo determinante prima alle indagini che condussero all'arresto dei brigatisti Carnelutti e Sabatino, quindi allo smantellamento della colonna lodigiana delle Brigate Rosse, poi a quelle che portarono alla individuazione del covo e alla cattura di Renato Curcio e Alberto Franceschini, leader delle Brigate Rosse.

### L'irruzione a Robbiano di Mediglia e la morte
L'esame del materiale rinvenuto nel covo dei leader storici permise di individuarne un altro in un appartamento a Robbiano di Mediglia. Dal momento che, inizialmente, il covo di Robbiano venne trovato vuoto ma non abbandonato, i carabinieri si predisposero per attendere ad oltranza l'arrivo dei brigatisti. Dopo giorni di appostamenti, il 14 ottobre 1974 i brigatisti, finalmente, si presentarono, uno alla volta: alle 13:00 Pietro Bassi, alle 21:30 Pietro Bertolazzi. Entrambi furono bloccati e arrestati prima che potessero impugnare le pistole, con il colpo già in canna, di cui erano muniti. Il maresciallo Maritano partecipò alla cattura del secondo brigatista, ottenendo con insistenza poi di poter partecipare ai turni di piantonamento successivi con i colleghi più giovani, che non voleva lasciar soli in quei momenti di maggior rischio. Un terzo brigatista, poi identificato in Roberto Ognibene, giunse alle 03:20 del mattino dopo. All'intimazione del maresciallo Maritano di fermarsi, il brigatista, dandosi alla fuga, rispose con alcuni colpi di arma da fuoco, colpendo il militare dell'Arma che, non datosi per vinto, pur ferito, si lanciò al suo inseguimento sparando a sua volta con l'arma in dotazione. Il brigatista venne raggiunto da quattro colpi e stramazzò al suolo, mentre il maresciallo gli si accasciò accanto esortando, con le ultime forze a disposizione, i due colleghi che sopraggiungevano a catturare Ognibene. Maritano morì durante il trasporto in ospedale lasciando la moglie e i tre figli. Nel covo furono trovati, oltre ad armi e munizioni, documenti ed effetti personali legati ai fatti di terrorismo.

## Riconoscimenti
- La città di Genova, dove lavorò tanti anni, gli ha dedicato una delle strade che collegano Bolzaneto a Begato
- La sezione dell'Associazione Nazionale Carabinieri di Milano - Porta Magenta, fondata nel 2005, è titolata alla memoria di Felice Maritano[7] come la sezione di San Giuliano Milanese[4]
- Alla sua memoria è intitolata, dal 22 marzo 2016, la Caserma sede della Scuola Marescialli e Brigadieri dei Carabinieri di Firenze - Castello
- Alla sua memoria è intitolata, dal 1975, la Scuola Media Statale "Felice Maritano" di Torino, facente parte dell'Istituto Comprensivo Baricco
- Alla sua memoria è intitolata, dal 01 ottobre 2022, la Caserma sede del Comando Stazione Carabinieri e Comando Forestale di Genova Rivarolo
- Alla sua memoria è intitolata Piazza Felice Maritano a Giaveno (TO)
- Alla sua memoria venne intitolato il 191º Corso Allievi Carabinieri Ausiliari. (1995)